# Stenbäcken (naturreservat, Lekebergs kommun)
Stenbäcken är ett naturreservat i Lekebergs kommun i Örebro län.
Området är naturskyddat sedan 1993 och är 42 hektar stort. Reservatet ligger sydost om Lillsjön med Lillån/Lillsjöbäcken i västra gränsen och torpet Stenbäcken inne i reservatet. Reservatet består av lövskog och gamla åkrar och ängar. 